# 哇伊桑諾火山
哇伊桑諾火山是一座位於印度尼西亞弗洛勒斯島西端的火山，其類型屬於破火山口。其火山口形狀近橢圓形，總寬度為2.5（1.6英里），輪緣寬度約903（2,963英尺），內有一寬260（850英尺）的火山湖。整座火山屬Umpu Rua山脈的一部分，在火山湖東南案有2處火山噴氣孔田，目前還未有該火山的確切噴發紀錄。